# ヌール・トロンデラーグ県

ヌール・トロンデラーグ県
Nord-Trøndelag fylke

ヌール・トロンデラーグ県(Nord-Trøndelag [ˈnuːɽ ˈtrœndəˈlɑːɡ] ( 音声ファイル))は、かつてノルウェー中部トロンデラーグ地方にあった県である。2016年に行われた住民投票により、2018年に南隣のソール・トロンデラーグ県と合併した。

## 沿革
1662年　旧・トロニイェム県（トロニイェムはトロンハイムの旧名称）が設置。
1804年　旧・トロニイェム県が南北に分割、その北半分にヌール（北）・トロニイェム県、南半分にソール（南）・トロニイェム県が設置される。
1919年　南北トロニイェム県が、それぞれ南北トロンデラーグ県に改称。
2016年　南北トロンデラーグ県の合併についての投票が行われ、両県とも賛成多数であった。
2018年　南北トロンデラーグ県が合併し、トロンデラーグ県が設置。

## 地理要素
北にはヌールラン県があり、東側はスウェーデンのイェムトランド県、西側は北海に接している。県都はスタインシャーで、2005年の調査では2万527人が住んでいた。
最大の湖のSnåsavatnet湖は最深482mで、ヨーロッパで2番目に深い。
最大の川はナムセン川である。この川はヨーロッパでも一番鮭が取れる川としても有名である。他にも、サケの川としてVerdalselva川とStjordalselva川がよく知られている。
スチェールダルは県内で最も人口が増加している自治体である。
人口の多くがトロンハイムフィヨルドの近郊に住んでおり、この県の南部の主要都市となっている。
フィヨルド東部地帯（スチェールダル、フロスタ(Frosta)、レバンゲル、インデロイ(Inderoy)、ヴァルダール(Verdal)、スタインシャーがかなり肥沃であるため、穀物と野菜の農用地となっている。これはナムダレン(Namdalen)低地の穀物畑と共に、ノルウェーにおける最も北の耕作領域となっている。
内陸部にはトウヒの森が広がっており、スウェーデン国境付近は山がちになっている。また北部海岸にも山がある。海岸沿いにもトウヒの森がありそのうちいくつかはヨーロッパでも珍しい針葉樹の温帯降雨林であり、この地域には国立公園がいくつも点在している。

## 交通
スチェールからスタインシャーを経由して欧州自動車道路E6号線が南北に縦貫するほか、トロンハイムからStjørdalまでこれと重複したのち分岐してスウェーデンのスンツヴァルに至る欧州自動車道路E14号線が東西に走る。その他主な道路として、スタインシャー・ヌールラン間の沿岸部を走る県道Fv17号線などがある。
鉄道はトロンハイムとヌールラン県ボードーを結ぶヌールラン線が南北を縦貫しているほか、トロンハイムからスウェーデンのエステルスンドに至る路線もある。いずれも電化されていない。
スチェールダルにはノルウェーで4番目に大きい空港、トロンハイム空港がある。オスロ空港行きの便が毎日25便就航しているほか、ロンドン行きなどの国際便も整っている。また、国内の小空港へのハブとしても使われている。

## 下位行政体

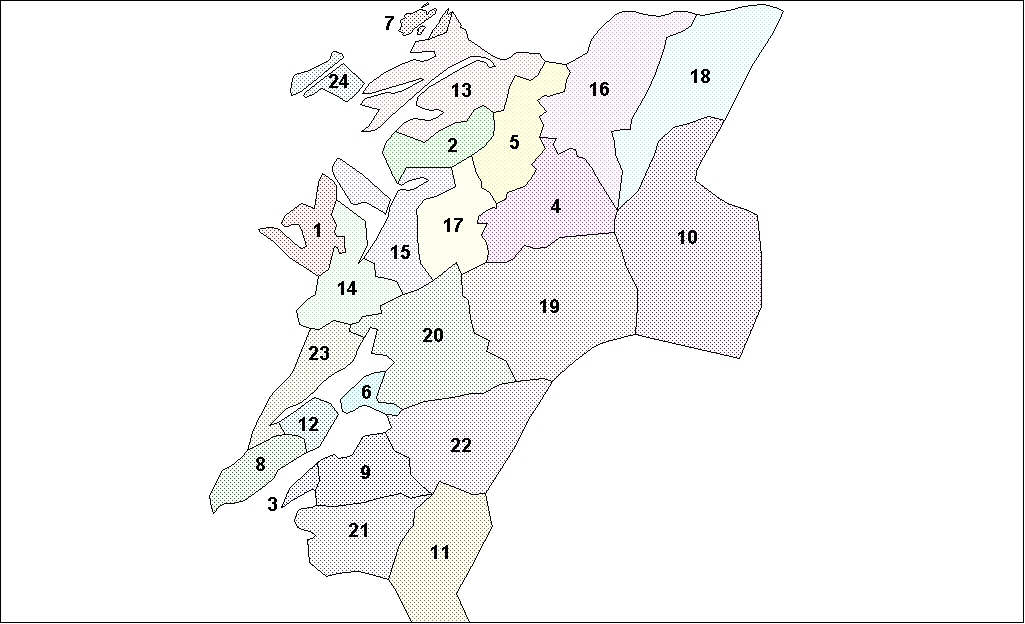
県内の地図。数字は表の番号に符合する

ヌール・トロンデラーグ県には下記の24市（基礎自治体）が設置されている。
1. Flatanger
2. Fosnes
3. Frosta
4. Grong
5. Høylandet
6. Inderøy
7. Leka
8. Leksvik
9. Levanger
10. Lierne
11. Meråker
12. Mosvik
13. Nærøy
14. Namdalseid
15. ナムソス (Namsos)
16. Namsskogan
17. Overhalla
18. Røyrvik
19. Snåsa
20. スタインシャー（Steinkjer）
21. Stjørdal
22. Verdal
23. Verran
24. ヴィクナ (Vikna)